# Михайловское (Шекснинский район)
Михайловское — деревня в Шекснинском районе Вологодской области.
Входит в состав сельского поселения Чуровского, с точки зрения административно-территориального деления — в Чуровский сельсовет.
Расстояние по автодороге до районного центра Шексны — 10 км, до центра муниципального образования Чуровского — 4 км. Ближайшие населённые пункты — Мыс, Слизово, Ильинское.
По переписи 2002 года население — 20 человек (7 мужчин, 13 женщин). Всё население — русские.